# Sant Andreu de Casau
Sant Andreu de Casau és una església del poble de Casau al municipi de Vielha e Mijaran (Vall d'Aran) inclosa a l'Inventari del Patrimoni Arquitectònic de Catalunya.

## Descripció
És una església d'origen romànic amb nombrosos afegits arquitectònics posteriors; actualment només s'observa una nau amb un empostissat de fusta recent. A la paret W hi ha un òcul inserit en una pedra quadrada amb la inscripció de l'any 1614; a l'angle de NE hi ha una sagristia afegida del segle xviii. La portalada, a Sud, és d'arc apuntat amb columnata en degradació; a la dovella hi ha un Sant Crist crucificat esculpit en una pedra. Aquesta portalada recorda la de Sant Joan d'Arties i és porxada. A l'extrem de llevant hi ha adossat el campanar on hi ha embegut l'absis a la planta baixa. El campanar és de planta quadrada,té tres pisos; a la planta baixa hi ha embegut l'absis de l'església. Per l'exterior s'observa com a únic element decoratiu un fris que separa el segon del tercer pis; és possible que el tercer pis,de grans finestrals on s'ubiquen les campanes sigui posterior a la resta Al mur de migdia del campanar hi ha una llosa encastada amb inscripció de motius alfabètics. A l'interior de l'església presenta arc triomfal en volta circular.
Sota el cor hi ha la imatge de la Mare de Déu del Casau, de fusta policromada, del segle xiii, romànic, de transició al gòtic.
Hi ha una pica baptismal de pedra formada per un vas, un tirant i una base, d'origen romànic. La presència de motius iconogràfics representant combinacions d'escenes figuratives i simbòliques la fa propera a les piques d'Escunhau i Gausac. En aquest cap, els elements esculpits fan referència a la regeneració i immortalitat de l'ànima a través del sagrament del baptisme (peixos, lleons, paons, rosassa de sis puntes...); aquests elements són recollits de la tradició paleocristiana. La tipologia formal d'aquesta pica recorda les de Betlan i Montcorbau.
També s'hi troba una pica beneitera monolítica de marbre de 65 cm d'amplada i 37 d'alçada, encastada a la paret. La part exterior, plana, està decorada amb una màscara a l'angle dret de la boca de la qual surt una cinta vegetal ondulant amb fulles i flors.
A l'altar major hi ha el Retaule amb escenes de la Passió, emmarcades sense ordre. Realitzat al segle XVII-XVIII.